# Distrito electoral federal 3 de Yucatán

Integración del Distrito III de Yucatán.

El III Distrito Electoral Federal de Yucatán es uno de los 300 Distritos Electorales en los que se encuentra dividido el territorio de México y uno de los 5 en los que se divide el Yucatán. Su cabecera es la ciudad de Mérida.
Desde la redistritación de 2005 está formado por la mitad noroeste del Municipio de Mérida.

## Distritaciones anteriores

### Distritación 1996-2005
Estaba constituido por el sector oeste del Municipio de Mérida.

## Diputados por el distrito
- XLVII Legislatura
  - (1967-1970): Víctor Manzanilla Schaffer (PRI)
- XLVIII Legislatura
  - (1970-1973): (PRI)
- XLIX Legislatura
  - (1973-1976): Efraín Ceballos Gutiérrez (PRI)
- L Legislatura
  - (1976-1979): Víctor Manzanilla Schaffer (PRI)
- LI Legislatura
  - (1979-1982): Jorge Jure Cejín (PRI)
- LII Legislatura
  - (1982-1985): Rubén Calderón Cecilio (PRI)
- LIII Legislatura
  - (1985-1988): José Nerio Torres Ortiz (PRI)
- LIV Legislatura
  - (1988-1991): Noé Antonio Peniche Patrón (PRI)
- LV Legislatura
  - (1991-1994): José Feliciano Moo y Can (PRI)
- LVI Legislatura
  - (1994-1997): Eric Rubio Barthell (PRI)
- LVII Legislatura
  - (1997-2000): Fernando Castellanos Pacheco (PAN)
- LVIII Legislatura
  - (2000-2003): Silvia López Escoffié (PAN)
- LIX Legislatura
  - (2003-2006): José Orlando Pérez Moguel (PAN)
- LX Legislatura
  - (2006-2009): Sofía Castro Romero (PAN)
- LXI Legislatura
  - (2009-2010): Angélica Araujo Lara (PRI)[3]
  - (2010-2012): Efraín Aguilar Góngora (PRI)
- LXII Legislatura
  - (2012-2015): Mauricio Sahuí Rivero (PRI)
- LXIII Legislatura
  - (2015-2018): Pablo Gamboa Miner (PRI)
  - (2018): Omar Corzo Olán (PRI)
- LXIII Legislatura
  - (2018): Róger Hervé Aguilar Salazar (Morena)
  - (2018-2021): Limbert Interián Gallegos (Morena)
- LXV Legislatura
  - (2021-2024): Rommel Pacheco (PAN)
- LXVI Legislatura
  - (2024-presente): Óscar Brito Zapata (Morena)

## Resultados electorales

### 2009
|         | Partido Acción Nacional                        |  | Carolina Cárdenas Sosa         |  |  |
|         | Coalición Primero México (PRI, PVEM)           |  | Angélica Araujo Lara           |  |  |
|         | Partido de la Revolución Democrática           |  | Hortensia Rodríguez Concha     |  |  |
|         | Coalición Salvemos a México (PT, Convergencia) |  | Guadalupe Rojas Gamboa         |  |  |
|         | Partido Nueva Alianza                          |  | Elvia Esther Contreras Ricalde |  |  |
|         | Partido Socialdemócrata                        |  | María Elena Chan Carrillo      |  |  |
|         | Partido Alianza por Yucatán                    |  |                                |  |  |
|         | No registrados                                 |  |                                |  |  |
|         | Nulos                                          |  |                                |  |  |
| Total   |                                                |  |                                |  |  |
| Fuente: |                                                |  |                                |  |  |